# Plastic Tree
Plastic Tree (プラスティック トゥリー) is een Japanse rockband. Ze zijn gevormd in 1993 als Visual kei band. Plastic Tree staat bekend om hun verlegen melancholische zanger, Ryuutarou.

## Geschiedenis
Plastic Tree begon hun carrière in 1993. Na een paar keer veranderd te hebben van drummer was de officiële bezetting Ryuutarou (zang), bekend om zijn lieve stem en melancholische teksten, Akira (gitaar), Tadashi (bass), die eveneens de leider van de band was en het grootste deel van de muziek schreef, en Takashi (drums).
Na een aantal demo's die gratis in livehouses uitgedeeld werden, kwam in 1995 hun eerste mini album uit; Kimyou na Kajitsu. Het album was, dankzij zijn donkere melancholische sound, duidelijk geïnspireerd op bands als The Cure en Radiohead.
In 1997 wist de band een contract bij een major label in de wacht te slepen en trad zo uit de indie scene. In dat jaar werd ook hun tweede album uitgebracht, Hide and Seek, gevolgd door Puppet Show in 1998. Deze twee albums worden door veel fans als de beste albums beschouwd.
In 2000 verscheen hun vierde album; Parade. Dit album had nog steeds dezelfde donkere sound als zijn voorgangers, maar was desondanks toch iets radiovriendelijker.
In 2001 werden er twee albums met muzikale hoogtepunten uitgebracht: Single Collection en Cut ~Early Songs Best Selection~. Op deze albums waren geen nieuwe nummers te vinden, maar wel remakes van oudere nummers. In dit jaar veranderde de band ook van drummer. Takashi verliet de band en werd vervangen door Sasabuchi Hiroshi, ook wel Buchi genoemd. Niet alleen de line-up veranderde, maar ook hun muziek veranderde drastisch.
De nummers die de band maakte leken meer en meer op gewone pop nummers. Heel wat fans vonden dat de band voor het grote publiek had gekozen en hun trouwe fans in de kou liet staan.
In 2002 kwam het album Träumerei uit, gevolgd door een album met hoogtepunten getiteld Premium Best.
In 2003 leken de dingen alleen maar erger te worden. De band bracht twee cover songs uit: Baka ni natta no ni en Moshimo piano ga hiketa nara. Deze songs verschilden zo erg van de gebruikelijke Plastic Tree sound dat hun trouwe fanbase meer en meer uit elkaar leek te vallen.
In 2003 werd het album Shiro Chronicle uitgebracht. Het album had een pop sound en klonk veel commerciëler dan vorig uitgegeven materiaal.
In 2004 werden eer een aantal nieuwe singles uitgebracht, elke single was gerelateerd met een seizoen. Yuki Hotaru voor de winter, Harusaki Sentimental voor de lente en Melancholic voor de zomer. Een herfst single werd nooit uitgegeven.
Na een periode die door vele fans ook wel als de commerciële periode wordt gezien, ging Plastic Tree, met de release van het album Cell., terug naar hun roots. Dit album was een aangename verrassing voor velen. Weer had de band een volledig nieuwe sound gekregen. Deze nieuwe sound gaf aan vele fans het gevoel dat de band weer muziek maakte vanuit het hart en niet om commerciële redenen.
Begin 2005 kondigde de band aan dat ze hun oude label SWEETHEART verlaten hadden en nu in zee gingen met het label J-ROCK. Dit zorgde voor een aantal veranderingen; De officiële website verhuisde en de naam van de fanclub, voordien Sickroom, veranderde naar Jellyfish Breed.
In 2006 werd, na een hele reeks singles, het lang verwachte album Chandelier uitgegeven.

## Naam
De naam Plastic Tree zou afkomstig zijn van het Radiohead-nummer Fake Plastic Trees. De bedoeling was om met de band naam iets artificieel, Plastic, en iets natuurlijks, Tree, uit te drukken.

## Plastic Tree in Nederland
Op 10 november 2007 zal Plastic Tree voor het eerst in Nederland optreden, namelijk in Amstelveen.